# Poul Olsen
Poul Arnold Olsen (født 3. april 1920 i København, død 12. juli 1987 i Helsingør, Danmark) var en violinist og kapelmester.
Olsen hørte til en af dansk jazz elites fremmeste violinister og musikere i guldalderjazzen. Han spillede med Børge Roger Henrichsens grupper i 1940´erne, og spillede også som fastansat violinist i det Det Kongelige Kapel, og Danmarks Underholdningsorkester. Olsen havde også egne jazzgrupper som underholdte på bl.a. Valencia og restaurant Nimb i Tivoli. Han har medvirket i flere revyer, så som Cirkusrevyen og Tivoli Revyen. Olsen medvirkede også i flere film som musiker og solist på violin, bl.a. Tante Cramers testamente (1941) og Himlen er blå (1954). Han spillede ofte på Copenhagen Jazz Festival, hvor hans sidste optræden var i (1987) på Jazzhus Montmartre.

## Udvalgt diskografi
- Dansk Guldalderjazz - (vol. 1-4) (1968)
- Golden Violin (1970) - med  Bob Anders Allstars
- Swingen´de Københavner Liv (1986)
- Hot Violins (1991) - med Svend Asmussen og Stuff Smith